# Jazz in Four Colors
| Recensione | Giudizio |
| ---------- | -------- |
| AllMusic   |          |

Jazz in Four Colors è un album a nome Lou Levy Quartet, pubblicato dalla RCA Victor Records nell'ottobre del 1956 .

## Tracce

### LP
Lato A
1. Tune Up – 3:51 (musica: Miles Davis) – Registrato il 31 marzo 1956
2. Without You – 3:55 (testo: Ray Gilbert – musica: Osvaldo Farrés) – Registrato il 31 marzo 1956
3. Wail Street – 3:13 (musica: Barney Kessel) – Registrato il 2 o 4 aprile 1956
4. Star Eyes – 5:12 (testo: Adèle de Leeuv – musica: Oley Speaks) – Registrato il 2 o 4 aprile 1956
5. The Lady Is a Tramp (Lou Levy Trio) – 4:03 (testo: Lorenz Hart – musica: Richard Rodgers) – Registrato il 31 marzo 1956

Lato B
1. The Gray Fox – 3:33 (musica: Lou Levy) – Registrato il 31 marzo 1956
2. Button Up Your Overcoat – 3:53 (testo: Buddy DeSylva, Lew Brown – musica: Ray Henderson) – Registrato il 31 marzo 1956
3. Imagination – 4:29 (testo: Johnny Burke – musica: Jimmy Van Heusen) – Registrato il 2 o 4 aprile 1956
4. Gal in Calico – 4:29 (testo: Leo Robin – musica: Arthur Schwartz) – Registrato il 2 o 4 aprile 1956
5. Indiana (Back Home Again in Indiana) (Lou Levy Trio) – 3:29 (testo: Ballard MacDonald – musica: James Frederick Hanley) – Registrato il 2 o 4 aprile 1956

- Durata brani ricavati dal CD pubblicato nel 1995 dalla RCA Records (ND 74401)
- La data di registrazione dell'aprile 1956 sulla ristampa su CD è riportata il 2 aprile 1956, ma sulle note di retrocopertina dell'album originale, firmato da Lou Levy, la data della sessione è indicata 4 aprile 1956

## Musicisti
- Lou Levy – pianoforte, note retrocopertina album originale
- Larry Bunker – vibrafono (eccetto brani: "The Lady Is a Tramp" e "Indiana")
- Leroy Vinnegar – contrabbasso
- Stan Levey – batteria

Note aggiuntive
- Shorty Rogers – produttore, note retrocopertina album originale